# (10903) 1997 WA30
(10903) 1997 WA30 est un astéroïde de la ceinture principale d'astéroïdes découvert en 1997.

## Description
(10903) 1997 WA30 a été découvert le 24 novembre 1997 à Kushiro (Japon) par Seiji Ueda et Hiroshi Kaneda.

### Caractéristiques orbitales
L'orbite de cet astéroïde est caractérisée par un demi-grand axe de 2,63 ua, un périhélie de 2,21 ua, une excentricité de 0,16 et une inclinaison de 11,76° par rapport à l'écliptique. Du fait de ces caractéristiques, à savoir un demi-grand axe compris entre 2 et 3,2 ua et un périhélie supérieur à 1,666 ua, il est classé, selon la JPL Small-Body Database, comme objet de la ceinture principale d'astéroïdes.

### Caractéristiques physiques
(10903) 1997 WA30 a une magnitude absolue (H) de 13,8 et un albédo estimé à 0,250.